# 코니아 플러머
코니아 태제이 플러머(영어: Konya Tajae Plummer, 1997년 8월 2일 ~ )는 자메이카의 여자 축구 선수이다. 포지션은 수비수이다.

## 클럽 경력
플러머는 4세 시절부터 축구에 관심을 가졌으며 11세 시절에는 세인트메리구를 연고로 하는 유소년 축구 클럽인 레인저스 FC에서 남자 선수들과 함께 활동했다. 자메이카 축구 협회 산하 기구인 포틀랜드구 축구 협회의 주선을 통해 포틀랜드구 포트앤토니오에 위치한 티치필드 고등학교에 입학하면서 여자 축구 리그에 참가할 자격을 획득했다.
플러머는 2016년부터 2017년까지 미국 플로리다주 레이클랜드에 위치한 사우스이스턴 대학교 산하 스포츠 클럽인 사우스이스턴 파이어 여자 축구부 소속으로 활동하면서 21경기에 출전하여 12골, 도움 16개를 기록했고 2016 시즌에서는 신인상을 수상했다. 2018년에는 미국 플로리다주 올랜도에 위치한 센트럴플로리다 대학교 산하 스포츠 클럽인 UCF 나이츠 여자 축구부로 이적했다.

## 국가대표 경력
플러머는 2015년부터 자메이카 여자 축구 국가대표팀 선수로 발탁되면서 자메이카 여자 축구 국가대표팀의 주장을 역임했다. 자메이카는 2018년 CONCACAF 여자 축구 선수권 대회에서 3위를 차지하면서 2019년 FIFA 여자 월드컵 진출 자격을 획득했고 플러머 본인도 2019년 FIFA 여자 월드컵 본선에 참여하게 된다.